# Nickelodeon Vlaanderen
Nickelodeon Vlaanderen is de Vlaamse versie van de Amerikaanse kinderzender Nickelodeon. In België en Nederland is Nickelodeon eigendom van Paramount Benelux. De zender startte in 2003 als ochtendblok op TMF. Van 2004 tot 2011 deelde de zender een televisiekanaal met MTV Vlaanderen. Tussen 2011 en 2015 had Nickelodeon een eigen kanaal. Van 1 oktober 2015 tot 5 januari 2021 deelde Nickelodeon zijn zendtijd met Spike. Sinds 6 januari 2021 zendt Nickelodeon weer 24 uur per dag uit.

## Geschiedenis

### Sinds 2002: Nickelodeon Nederland
Kort nadat Kindernet in 2002 door MTV Networks Benelux was overgenomen, is de zender Nickelodeon gaan heten. Kindernet was toen nog wel tijdelijk de naam van een peuterblok in de ochtend, maar dat ging na een tijdje Nick Jr. heten. Hierbij verhuisde de zender tevens van Net5 naar een nieuw kanaal, dat gedeeld werd met Veronica.
Aanvankelijk verzorgde Nickelodeon de dagprogrammering, terwijl Veronica verantwoordelijk was voor de programma's in de avonduren. Echter, door de lage kijkcijfers van Veronica ging deze zender veel seksgerelateerde programma's uitzenden, met als resultaat dat onder meer de programmaraden van Groningen/Drenthe en Amsterdam besloten om de zender van de kabel te halen.
Vanaf 14 juli 2003 stopten de uitzendingen van Veronica in deze vorm en ging Nickelodeon 24 uur per etmaal uitzenden. In deze extra uren werden een beperkt aantal, maar wel populaire tekenfilms uitgezonden: SpongeBob SquarePants, Rocket Power en The Wild Thornberrys. Vanaf 2004 begon Nickelodeon fors aan populariteit te winnen, door series als Zoop en SpongeBob SquarePants, maar ook Bassie en Adriaan scoorde enorm goed.

### 1 april 2003: De start van Nickelodeon in Vlaanderen
Op 1 april 2003 begon Nickelodeon in Vlaanderen uit te zenden van 06.00 tot 11.00 uur op het kanaal van TMF onder de naam Nickelodeon op TMF. Omwille van een Belgische wetgeving die tv-zenders verbiedt om vijf minuten voor én na een kinderprogramma reclame uit te zenden, zond de zender videoclips uit tussen de programma's. Deze wetgeving is overigens intussen niet meer van kracht. Op 16 februari 2004, één jaar na lancering in Vlaanderen, verhuisde Nickelodeon van TMF naar het kanaal van MTV Europe en breidde het zijn uitzenduren uit van 06.00 tot 18.00 uur. De zendtijd die niet werd ingevuld door Nickelodeon, werd sindsdien ingevuld door MTV.

### December 2005: lancering Nick Jr.
In december 2005 kreeg Nickelodeon een eerste digitaal zusterkanaal voor Nederland en Vlaanderen: (Nick Jr. (Nederland) en Nick Jr. (Vlaanderen). Het kanaal richt zich op de allerkleinsten en zendt dag en nacht uit.

### December 2006: verlenging zendtijd tot 20.00 uur
Doordat Nickelodeon in Nederland naar een ander kanaal verhuisde, werd de uitzendtijd uitgebreid met 3 uur. Sindsdien werd Nickelodeon uitgezonden van 05.00 tot 20.00 uur in zowel Nederland en Vlaanderen. In Vlaanderen werd de overgebleven zendtijd ingenomen door MTV Vlaanderen (toen nog de Nederlandse versie met Vlaamse reclame).

### 1 augustus 2007: lancering twee nieuwe digitale kanalen
Op 1 augustus 2007 startte omwille van het succes van MTV Networks twee nieuwe Nickelodeon-kanalen: NickToons en Nick Hits.

### Najaar 2009: Nickelodeon Vlaanderen krijgt eigen wendingen
Sinds halverwege de zomer van 2009 kreeg Vlaanderen een eigen versie van Nickelodeon. Het begon met enkele programma's te veranderen van de originele Nederlandse versie. 
Na de zomer werd dit ongedaan gemaakt, maar hier en daar werd er toch weer wat veranderd.

Sinds 1 oktober 2009 worden de programma's in het Vlaams aangekondigd, ook de reclamezendtijd is volledig Vlaams sindsdien.
Nick Jr. is nog altijd Nederlands aangekondigd. Tegenwoordig verschilt de Vlaamse programmatie enorm van de Nederlandse.

### 31 maart 2010: Nickelodeon krijgt nieuw uiterlijk
Op 31 maart 2010 kreeg Nickelodeon een nieuw uiterlijk. Zo kwam er een nieuw Nickelodeon-logo, dat eind september 2009 ingevoerd was in de Verenigde Staten. In Frankrijk, Wallonië werd de nieuwe stijl al op 16 januari in gebruik genomen. Ook Nick Jr. en NickToons hadden de logo's van hun Amerikaanse versie overgenomen. Het Nick Hitslogo bestaat uit een oranje Nick en een paarse Hits, waarbij de i afwijkt van die gebruikt in Nick.

### 4 oktober 2011: Nickelodeon Vlaanderen de hele dag en TeenNick Vlaanderen
Vanaf 4 oktober 2011 verhuist MTV Vlaanderen naar het digitale portfolio, en zal Nickelodeon de hele dag de uren invullen. Zeer opmerkelijk is dat TeenNick Vlaanderen uitgezonden zal worden vanaf 20:00, in tegenstelling tot Nederland waar het blok pas om 21:00 start. Ook hier zal het tienerblok programma's aanbieden in het Engels met Nederlandse ondertitels. Daarbij wordt Nick Jr. deel van het basisaanbod bij Telenet.

### 1 januari 2012: samenwerkingsverband met SBS Belgium
Op 23 augustus 2011 maakte MTV Networks bekend een commercieel samenwerkingsverband te hebben afgesloten met SBS Belgium. Die staat sinds 1 januari 2012 in voor de commercialisering van MTV, TMF, Nickelodeon en Nick Jr. in Vlaanderen.

### 5 november 2012: TeenNick start later op de avond
Nickelodeon heeft ervoor gekozen om de programmering wat te veranderen. De belangrijkste beslissing is dat TeenNick om 21 uur i.p.v. 20 uur van start gaat. Vanaf dan zal Nickelodeon de internationale versie van Het Huis Anubis uitzenden: House of Anubis.

### September 2015: Nickelodeon in HD
Sinds begin september 2015 is de SD versie van Nickelodeon vervangen door de HD versie. Daardoor zond Nickelodeon voor het eerst in HD uit in Vlaanderen.

### 1 oktober 2015: TeenNick stopt, Nickelodeon deelt het kanaal met Spike
In augustus 2015 werd bekend dat TeenNick per 1 oktober 2015 werd stopgezet. Sinds 1 oktober 2015 zendt Viacom-zender Spike tussen 21.00 uur en 2.30 uur op het kanaal van Nickelodeon uit. Van 19 tot 30 september 2015 werden de uren van TeenNick beperkt tot 2.30 uur. De uren tussen 2.30 en 5.00 uur worden sindsdien ingenomen door Nickelodeon. Dit geldt niet voor de Nederlandse verise van het kanaal, omdat Spike een eigen zender had in Nederland.

### 12 december 2016: Gewijzigde uren Nickelodeon
Sinds 12 december 2016 zijn er gewijzigde uren voor Nickelodeon. Zo start Nickelodeon pas om 5.00 uur in plaats van 2.30 uur en 's avonds eindigt Nickelodeon iets later, om 21.05 uur in plaats van 21.00 uur.

### Ergens in 2018: Einde website Nickelodeon.be
Sinds 2018 is er geen officiële website meer van Nickelodeon Vlaanderen, er werd beslist om van de Vlaamse en Nederlandse versie één algemene website te maken. Dit heeft waarschijnlijk te maken met dat beide versies dezelfde taal spreken. Het openen van de Vlaamse website zorgt voor een automatische doorverwijzing naar Nickelodeon met het Nederlandse domein NL.

### 6 januari 2021: Nickelodeon weer 24 uur, na 5 jaar lang kanaal delen met Spike
In december 2020 werd bekend dat Spike vanaf 6 januari 2021 stopt met uitzenden in België. Een officiële reden is nooit gegeven, hoewel een mogelijke reden zou zijn geweest dat er onvoldoende kijkers van de verwachte doelgroep zich hebben gericht op dit deelkanaal. Sindsdien zendt Nickelodeon na 5 jaar weer 24 uur per dag uit.

## Uitzendtijden
Door de jaren heen is Nickelodeon vaak van kanaal en uitzendtijd veranderd.
| Datum                                      | 05:00       | 06:00       | 11:00       | 18:00       | 20:00       | 21:00       | 02:30       |
| ------------------------------------------ | ----------- | ----------- | ----------- | ----------- | ----------- | ----------- | ----------- |
| 1 april 2003 t.e.m. 15 februari 2004       | TMF         | Nickelodeon | TMF         | TMF         | TMF         | TMF         | TMF         |
| 16 februari 2004 t.e.m. 15 december 2006   | MTV         | Nickelodeon | Nickelodeon | MTV         | MTV         | MTV         | MTV         |
| 16 december 2006 t.e.m. 3 oktober 2011     | Nickelodeon | Nickelodeon | Nickelodeon | Nickelodeon | MTV         | MTV         | MTV         |
| 4 oktober 2011 t.e.m. 4 november 2012      | Nickelodeon | Nickelodeon | Nickelodeon | Nickelodeon | TeenNick    | TeenNick    | TeenNick    |
| 5 november 2012 t.e.m. 18 september 2015   | Nickelodeon | Nickelodeon | Nickelodeon | Nickelodeon | Nickelodeon | TeenNick    | TeenNick    |
| 19 september 2015 t.e.m. 30 september 2015 | Nickelodeon | Nickelodeon | Nickelodeon | Nickelodeon | Nickelodeon | TeenNick    | Nickelodeon |
| 1 oktober 2015 t.e.m. 11 december 2016     | Nickelodeon | Nickelodeon | Nickelodeon | Nickelodeon | Nickelodeon | Spike       | Nickelodeon |
| 12 december 2016 t.e.m. 5 januari 2021     | Nickelodeon | Nickelodeon | Nickelodeon | Nickelodeon | Nickelodeon | Spike       | Spike       |
| Sinds 6 januari 2021                       | Nickelodeon | Nickelodeon | Nickelodeon | Nickelodeon | Nickelodeon | Nickelodeon | Nickelodeon |

## Digitale Nickelodeon-kanalen
Nickelodeon heeft drie digitale kanalen voor Nederland en Vlaanderen.
- Nick Jr.: Voor kleine kinderen. In Vlaanderen beschikbaar via Proximus Pickx, en in het basisaanbod van Telenet Digital TV.
- NickToons: Zendt verschillende Nickelodeon-cartoons uit waaronder tekenfilms die niet langer te zien zijn op het hoofdkanaal. Het kanaal is bij de meeste providers een extra optie die beschikbaar is in Vlaanderen beschikbaar via Proximus Pickx en Telenet Digital TV.
- Nick Music: Muziekzender die gericht is op tieners, met muziek voor kinderen van 8 tot en met 15 jaar. Het kanaal was in Vlaanderen beschikbaar bij Belgacom TV, de voorganger van Proximus TV tot 1 oktober 2013. Het kanaal is momenteel enkel beschikbaar via Telenet Digital TV.

## Nickelodeon op het internet
De officiële website van Nickelodeon wordt gebruikt om tekenfilms en series te bekijken en de tv-gids van alle kanalen te raadplegen. Het digitale aanbod is gratis te bekijken met advertenties. Een groot deel van dit aanbod wordt niet langer uitgezonden op het hoofdkanaal van Nickelodeon.
De website had vroeger ook een aanbod van online videospelletjes gebaseerd op de series en tekenfilms, deze zijn na het ontvangen van een nieuw uiterlijk niet meer beschikbaar. Andere landen hebben nog steeds de oude stijl met de spelletjes.
Buiten de website hebben ze ook een eigen YouTube, Facebook, en Instagram pagina.

## Programma's
- Avatar
- Barnyard
- Bella en de Bulldogs
- Big Time Rush *
- ChalkZone
- Cheeese
- Danny Phantom (alleen te zien op NickToons)
- De Boze Bevers (alleen te zien op NickToons)
- De Klas Uit
- De pinguïns van Madagascar
- Drake & Josh * (ook te zien op Nicktoons)
- El Tigre (alleen te zien op NickToons)
- The Fairly OddParents
- Fanboy en Chum Chum
- Fred: The Show *
- Genie in the House
- Gefopt!
- Geronimo Stilton
- George of the Jungle
- Hotel 13
- House of Anubis (alleen te zien bij Teennick)
- Huntik: Secrets & Seekers
- H2O: Just Add Water *
- iCarly *
- I.N.K. (alleen nog te zien op Nicktoons)
- Invader Zim (alleen te zien op Nicktoons)
- De Avonturen van Jimmy Neutron: Wonderkind
- Johnny Test
- Kenan & Kel
- Kung Fu Panda
- The League of Super Evil
- Lucky Fred
- Marvin Marvin *
- My Life as a Teenage Robot
- Ned's SurvivalGids: Hoe houd ik de middelbare school vol? *
- Nick Battle
- N-Zine
- Pokémon
- PopPixie
- Power Rangers: Samurai (ook te zien op Nicktoons)
- Ricky Sprocket (alleen te zien op Nicktoons)
- Nicky, Ricky, Dicky & Dawn
- Robot and Monster
- Rocket Monkeys
- Rocket Power (alleen te zien op Nicktoons)
- Sam & Cat *
- Saved by the Bell
- Spotlight
- Speed Racer (alleen te zien op NickToons)
- SpongeBob SquarePants (ook te zien op Nicktoons)
- See Dad Run
- Teenage Mutant Ninja Turtles
- The Mighty B!
- The Troop * (ook te zien op Nicktoons)
- Totally Spies! (ook te zien op Nicktoons)
- True Jackson, VP *
- T.U.F.F. Puppy (ook te zien op Nicktoons)
- Verhekst!
- Victorious *
- Wayside
- Wingin' It
- Winx Club
- Yo-kai Watch
- Yu-Gi-Oh! (te zien bij Nicktoons)
- Zoey 101 *
- ZOOP

* Deze programma's waren zowel te zien op Nickelodeon als op TeenNick. Bij TeenNick waren ze in de originele versie te zien. Op Nickelodeon zijn deze nagesynchroniseerd.

### TeenNickprogramma's
Tijdens TeenNick werden de tienerseries van Nickelodeon uitgezonden in hun originele taal.

## Schermgezichten

### Voormalige presentatoren
- Nienke van Dijk (2017-2021)
- Wout Verstappen (2018-2020)

Stem Nickelodeon Vlaanderen
Kristel Laheye (2010-heden)

## Stem Nickelodeon Vlaanderen
- Kristel Laheye (2010-heden)

### Voormalige presentatoren
- Iris Hesseling
- Bart Boonstra
- Stef Poelmans
- Anouk Maas
- Patrick Martens
- Loek Beernink
- Martijn Bosman
- Grietje Vanderheijden
- Vivienne van den Assem
- Terence Schreurs
- Chris Silos
- Tamara Brinkman